# Föritz
Föritz este o comună din landul Turingia, Germania.